# Zuzanna Benincasa
Zuzanna Ewa Benincasa, wcześniej: Zuzanna Służewska (ur. 1975) – polska prawnik, doktor habilitowany nauk prawnych, profesor Uniwersytetu Warszawskiego, specjalistka w zakresie prawa rzymskiego.

## Życiorys
W 1998 ukończyła studia prawnicze na Wydziale Prawa i Administracji Uniwersytetu Warszawskiego. Tam też w 2001 na podstawie rozprawy pt. Odpowiedzialność wspólników wobec osób trzecich w szczególnych rodzajach rzymskiej spółki otrzymała stopień naukowy doktora nauk prawnych w zakresie prawa, specjalność: prawo rzymskie, po czym została zatrudniona na tym wydziale w Instytucie Historii Prawa. W 2012 na podstawie dorobku naukowego oraz rozprawy pt. Periculi pretium. Prawne aspekty ryzyka związanego z podróżami morskimi w starożytnym Rzymie (II w.p.n.e. - II w.n.e.), uzyskała stopień doktora nauk prawnych w zakresie prawa, specjalność: prawo rzymskie.